# Florissant (Missouri)
Florissant – miasto w Stanach Zjednoczonych, w stanie Missouri, w hrabstwie St. Louis.